# Кибибайт
Кибибайт (русское обозначение: КиБ; международное: KiB) — единица измерения количества информации, равная 210 (1024) байт.
Единица была создана Международной электротехнической комиссией (МЭК) в 1998 году.
Кибибайт был предложен МЭК для того, чтобы отличать величину 1024 байта от используемого в СИ для префикса кило- (103 = 1000). В этом определении кибибайт (1024 байта) больше килобайта (1000 байт) на 24 байта, и, соответственно, на 2,4 %.

## Определение
1 кибибайт (КиБ) = 210 байт = 1024 байта
Следуя этому определению, а также определению мебибайта (МиБ) как 220 байт, получается
1024 кибибайта = 1 мебибайт
Двоичная приставка киби- получена из словослияния слов кило и бинарный, указывая на происхождение в близости к значению приставки СИ кило- (1000). Хотя приставка СИ записывается строчными буквами (кило- или к), все двоичные приставки МЭК начинаются с заглавной буквы: КиБ, МиБ, ГиБ, ТиБ, ПиБ, ЭиБ, ЗиБ, ЙиБ и т. д..
IEC/80000-13 определяет 1 байт как 8 бит (1 Б = 8 бит). Следовательно:
1 кибибайт = 8192 бита